# هالوين 2 (فلم 1981)
هالووين 2  هو فيلم أمريكي من إخراج ريك روسنتال. تم عرضه سنة 1981 و هو تتمة للفيلم الهالوين ليلة الأقنعة .

## وصلات خارجية
- مقالات تستعمل روابط فنية بلا صلة مع ويكي بيانات

1. ↑  "Halloween II (X)". المجلس البريطاني لتصنيف الأفلام. 17 ديسمبر 1981. مؤرشف من الأصل في 2018-08-22. اطلع عليه بتاريخ 2016-10-30.